# وو چینگلونگ
وو چینگلونگ (انگلیسی: Wu Qinglong؛ زادهٔ ۷ ژوئیهٔ ۱۹۶۵) بازیکن سابق و مربی بسکتبال اهل چین است. وی در بازی‌های المپیک تابستانی ۱۹۹۲ و ۱۹۹۶ شرکت کرده‌است.